# Atacazo
Atacazo – wygasły stratowulkan w Ekwadorze. 

## Opis
Wygasły stratowulkan (4463 m n.p.m. ) położony ok. 25 km na południowy zachód od Quito w Ekwadorze . Zbudowany ze skał andezytowych z kalderą (ok. 6 km średnicy) powstałą w późnym plejstocenie/wczesnym holocenie, wypełnioną trzema zespołami kopuł wulkanicznych zbudowanych z dacytu . Dwie andezytowe kopuły wulkaniczne znajdują się na zboczu południowo-wschodnim . W okresie holocenu doszło tu do kilku erupcji plinijskich, a ostatnia erupcja datowana jest na rok 320 p.n.e.  W wyniku tej eksplozji uformowała się jedna z kopuł w kalderze – Ninahuilca Chico . 